# 岩橋由佳
岩橋由佳（日语：／ Iwahashi Yuka，1月12日—）是日本的女性聲優，福岡縣出身。Production baobab所屬。

## 人物
私立筑紫女學園高中畢業後，在修曼綜合學院福岡校就讀聲優課程。出道作為在NICONICO直播中播放的節目《心跳加速賽馬女孩 2nd Season》。

## 演出作品
※粗體字為主要角色。

### 電視動畫
2015年
- 俺物語！！（女子B、客）
- GANGSTA.（娼婦）
- 哆啦A夢

2016年
- 忍者哈特利 2012年印度版（河合夢子〈第2代〉[4]）

2017年
- 哆啦A夢（女子②）
- 忍者亂太郎（街上的人）

2018年
- 哆啦A夢（町人②、彼得潘、解說）
- 三顆星彩色冒險（女性）
- 輕羽飛揚（三浦法子）
- 蠟筆小新（女主播[5]）

2019年
- 哆啦A夢（同班同學⑤）
- 蠟筆小新（客人B、女子高中生B）
- 名侦探柯南（赤羽根十和、兔女郎）
- 一拳超人 第2期（女性市民D）
- 消滅都市（孝彥）
- Re:Stage！Dream Days♪（本城香澄[6]）
- 偶像夢幻祭（小孩）
- 科學一方通行（廣播）
- 普通攻擊是全體二連擊，這樣的媽媽你喜歡嗎？（母親B）
- 神田川JET GIRLS（客）

2020年
- 蠟筆小新（迷你裙女子B、姐姐、女性B、電視劇女性）
- BanG Dream! 3rd Season（學生）
- IDOLiSH7 Second BEAT!（望）
- 格萊普尼爾 (漫畫)（後輩）
- 籃球少年王（女性播音員）

2021年
- 蠟筆小新（美容部員）
- 忍者亂太郎（公主）
- BLUE REFLECTION：澪（少女）
- SELECTION PROJECT（淀川逢生[7]）

2022年
- 哆啦A夢（同班同學②）
- 蠟筆小新（手部禮子、女子）
- 愛在征服世界後（死死美的母親、門下生B）
- 金裝的維爾梅～瀕臨留級的魔法師聯手最強災厄勇闖魔法世界～（女子）
- IDOLiSH7 Third BEAT!（望）

2023年
- 哆啦A夢（女孩子A、同班同學、女孩子、女性②）
- 蠟筆小新（工作人員B、拉拉）
- REVENGER（鎮民C、堂庵的畸形秀表演者C、游女B）
- 再得一勝！（手塚譽）
- 關於我在無意間被隔壁的天使變成廢柴這件事（女學生）
- 機戰少女Alice Expansion（的場葵[8]）
- 公司的小小前輩（店員）
- 重生者的魔法一定要特別（阿爾法學生）

2024年
- 孤單一人的異世界攻略（排球社女A[9]）
- 青春之箱（部員）
- 香格里拉·開拓異境～糞作獵手挑戰神作～ 2nd season（路人F/I/L、路人D）
- 魔王2099（女學生C）

2025年
- 哆啦A夢（同班同學④）
- 異修羅 第2期（少年）
- 中年大叔轉生反派千金（瑪龍·舒葉特、少女、光球）
- S級怪獸《貝希摩斯》被誤認成小貓，成為精靈女孩的騎士（寵物）一起生活（希斯塔）
- 瞬間治癒卻被當成廢物踢出隊伍的天才治療師，改當無照治療師快樂過活（小孩）
- WITCH WATCH 魔女守護者（女學生1、保健老師）
- GACHIAKUTA（女性）
- 戀上換裝娃娃 Season 2（天音的女朋友）

### 網路動畫
2025年
- BULLET/BULLET（闇カワアイドル・アイ[10]）

### 遊戲
2014年
- 城姬Quest（日语：城姫クエスト）（中津城[2]）

2017年
- Re:Stage！節奏舞步（本城香澄）

2018年
- 溫泉女孩（別府環綺[11]）
- 言靈戰士（日语：共闘ことばRPG コトダマン）（2018年－2021年）

2020年
- Action對魔忍（伊勢和香）

2021年
- 機戰少女Alice（的場葵）

2023年
- 艦隊Collection（C.Cappellini／UIT-24／伊503、Nevada）

### 有聲漫畫
- 放學後，跟老師，上賓館（小花[2]）
- 夜櫻家大作戰（夜櫻六美）

### 廣播劇CD
- 廣播劇CD Re:Stage！〜 廣播劇的練習 〜 Vol.1[12]

### 網路電視
- 心跳加速賽馬女孩 2nd Season （賽馬女孩）
- Re:Stage！ 〜NICO生的練習〜（2015年11月11日－2016年10月12日，NICONICO直播）[13]
- Re:Stage！ KIRARIN☆NICO生（2016年11月16日－2017年10月11日，NICONICO直播）[14]
- Re:STAGE! ch～Remembers TV～（2017年11月16日－，YoutubeLIVE）[15]

## 音樂CD

### 角色歌
| 發售日   | 商品名稱               | 演唱名義 | 歌曲                                        | 備註                   |
| 2016年   | 2016年                 | 2016年   | 2016年                                      | 2016年                 |
| -------- | ---------------------- | -------- | ------------------------------------------- | ---------------------- |
| 3月16日  | Startin' My Re:STAGE!! | KiRaRe   | 「Startin' My Re:STAGE!!」                  | 《Re:Stage！》相關歌曲 |
| 8月17日  |                        | KiRaRe   | 「」 「」                                   | 《Re:Stage！》相關歌曲 |
| 2017年   |                        |          |                                             |                        |
| 1月18日  | 憧れFuture Sign        | KiRaRe   | 「」 「」                                   | 《Re:Stage！》相關歌曲 |
| 5月17日  |                        | KiRaRe   | 「Do it!! PARTY!!」 「GROWING!!」 「」 「」 | 《Re:Stage！》相關歌曲 |
| 9月20日  | Hang out!!!            | AKATSUKI | 「Hang out!!!」 「Never ending dream」      | 《溫泉女孩》相關歌曲   |
| 12月20日 |                        | KiRaRe   | 「」 「WINTER JEWELS」                      | 《Re:Stage！》相關歌曲 |

### 團體成員
1. 1 2 3  式宮舞菜（牧野天音）、月坂紗由（鬼頭明里）、市杵島瑞葉（田澤茉純）、柊香惠（立花芽惠夢）、本城香澄（岩橋由佳）、長谷川美依（空見雪）
2. ↑  鬼怒川日向（富田美憂）、玉造彗（田澤茉純）、別府環綺（岩橋由佳）

## 外部連結
- 事務所官方簡歷 （页面存档备份，存于）（日語）
- 岩橋由佳的X（前Twitter）（日語）